# Parkdale (Oregon)
Parkdale – jednostka osadnicza w Stanach Zjednoczonych, w stanie Oregon, w hrabstwie Hood River.